# Артемьев, Василий Григорьевич
Василий Григорьевич Арте́мьев (род. 24 июля 1987, Зеленоград, Москва) — российский профессиональный регбист, играющий на позиции крайнего трёхчетверного защитника (вингера) или замыкающего (фул-бека) за российскую команду ЦСКА. Лучший регбист России 2015 и 2018 годов. Ведущий телепередач на каналах «Матч ТВ» и «СТС».

## Биография

### Личная жизнь
Все члены семьи получили высшее образование, бабушка и дедушка окончили институты с красными дипломами. Есть брат, который получает третье высшее образование в ГИТИСе на режиссёрском факультете. Супруга — София. Хобби — театр. Свободно владеет английским языком.
Является членом редакционного совета журнала «Rugby».

### Ранние годы
Василий начал заниматься регби в возрасте 9 лет в ДЮСШ города Зеленограда. Перед началом обучения в старших классах уехал в Ирландию, окончил Блэкрок-колледж. Поступил в Дублинский университетский колледж на юридический факультет, куда его пригласил декан факультета, фанат регби. В обмен на обучение на юридическом факультете Василий получил право на место в команде по регби и специальную стипендию. В 2009 году успешно окончил университет, сдав выпускные экзамены.

### Клубная карьера
Будучи студентом университета, Василий играл за молодёжный состав команды «Ленстер», основной состав которой выступает в Про12 и кубке Хейнекен. В 2009 году Василий вернулся в Россию, войдя в команду «ВВА-Подмосковье». В середине февраля 2011 года Василий сенсационно перебрался в Англию, подписав контракт с командой «Нортгемптон Сэйнтс» на два года (ранее его пытался переманить в свой состав «Сейл Шаркс»). Стал вице-чемпионом и чемпионом Англии вместе с командой. В 2014 году заключил трёхлетний контракт с «Красным Яром». В 2014 году был признан лучшим игроком команды. После завершения чемпионата 2019 года перешёл в московский ЦСКА.

### Карьера в сборной
Артемьев отметился серией выступлений за юношескую сборную Ирландии, будучи студентом. С 2009 года он выступает за сборную России: с января по апрель он был на учебно-тренировочных сборах российской команды, покинув её расположение в мае перед экзаменами. В 2010 году Василий сыграл на Кубке Черчилля три встречи и благодаря своим выступлениям привлёк внимание скаутов «Нортгемптон Сэйнтс»: в одной из встреч он в одиночку обошёл всех защитников и прорвался к зачётной зоне. В 2011 году он выступил на чемпионате мира в Новой Зеландии, набрав 5 очков благодаря оформленной попытке в матче против Ирландии.
На чемпионате мира 2019 года в Японии Василий Артемьев был капитаном сборной России, сыграв все 4 матча.

### Карьера на телевидении и YouTube
Перед чемпионатом мира 2019 года Василий приобрёл широкую популярность благодаря своим публичным пред- и послематчевым интервью, в которых показывал отличное владение как английским, так и русским языком. После выбывания российской сборной с кубка мира стал гостем программы «Вечерний Ургант». С июля 2020 года ведет на телеканале «Матч ТВ» передачу «Все на регби». Вместе с Кириллом Кошариным Артемьев вёл видеоподкаст «Взгляд с рака», выходивший на YouTube-канале Федерации Регби России.
В 2021 году стал ведущим третьего сезона спортивного телешоу «Русский ниндзя» на канале СТС. Это российская адаптация международной франшизы Ninja Warrior. Соведущими Артемьева стали Моргенштерн и Ида Галич. В 2023 году шоу стало называться «Суперниндзя», а соведущими Артемьева стали Дмитрий Масленников и Валерия Астапова.

## Достижения
- Чемпион России — 2009, 2010, 2015
- Обладатель Кубка России — 2010, 2015, 2018, 2019
- Обладатель Суперкубка России — 2016

## Статистика
Актуально на 03.02.2021. Еврокубки считаются по календарному году.
| №     | Место проведения | Дата             | Соперник   | Счёт    | Позиция | Соревнование                     |
| ----- | ---------------- | ---------------- | ---------- | ------- | ------- | -------------------------------- |
| 1     | Сочи             | 13 марта 2010    | Германия   | 48 - 11 | 14      | Отбор к Кубку Мира 2011          |
| 2     | Глендейл         | 5 июня 2010      | США        | 39 - 22 | 15      | Кубок Черчилля                   |
| 3     | Глендейл         | 9 июня 2010      | Англия А   | 49 - 17 | 14      | Кубок Черчилля                   |
| 4     | Гаррисон         | 19 июня 2010     | Уругвай    | 38 - 19 | 11      | Кубок Черчилля                   |
| 5-6   | Сочи             | 12 февраля 2011  | Португалия | 19 - 22 | 14      | Кубок европейских наций по регби |
| 7     | Одесса           | 12 марта 2011    | Украина    | 5 - 41  | 14      | Кубок европейских наций по регби |
| 8     | Эшер             | 8 июня 2011      | Канада     | 34 - 18 | 14      | Кубок Черчилля                   |
| 9     | Вустер           | 19 июня 2011     | США        | 25 - 32 | 14      | Кубок Черчилля                   |
| 10    | Роторуа          | 25 сентября 2011 | Ирландия   | 62 - 12 | 15      | Кубок Мира 2011                  |
| 11-12 | Москва           | 19 мая 2012      | Испания    | 41 - 37 | 14      | Кубок европейских наций по регби |
| 13    | Коимбра          | 9 марта 2013     | Португалия | 23 - 31 | 14      | Квалификация к Кубку Мира 2015   |
| 14    | Сочи             | 8 марта 2014     | Португалия | 34 - 18 | 15      | Кубок европейских наций по регби |
| 15    | Брюссель         | 15 марта 2014    | Бельгия    | 20 - 34 | 15      | Квалификация к Кубку Мира 2015   |
| 16    | Монтевидео       | 11 октября 2014  | Уругвай    | 36 - 27 | 15      | Квалификация к Кубку Мира 2015   |
| 17    | Гонконг          | 15 ноября 2014   | Гонконг    | 27 - 39 | 15      | Кубок Наций в Гонконге           |
| 18-19 | Пфорцхайм        | 14 февраля 2015  | Германия   | 22 - 46 | 14      | Кубок европейских наций по регби |
| 20    | Гонконг          | 13 ноября 2015   | Португалия | 12 - 23 | 15      | Кубок Наций в Гонконге           |
| 21-22 | Гонконг          | 17 ноября 2015   | Зимбабве   | 50 - 5  | 15      | Кубок Наций в Гонконге           |
| 23    | Гонконг          | 21 ноября 2015   | Гонконг    | 12 - 31 | 15      | Кубок Наций в Гонконге           |
| 24    | Лиссабон         | 19 марта 2016    | Португалия | 21 - 53 | 14      | Кубок европейских наций по регби |
| 25    | Сочи             | 19 марта 2017    | Германия   | 52 - 25 | 11      | Отбор к Кубку мира 2019          |
| 26    | Монтевидео       | 18 июня 2017     | Намибия    | 10 - 31 | 15      | Кубок Наций в Уругвае            |
| 27    | Краснодар        | 10 ноября 2018   | Намибия    | 47 - 20 | 15      | Тест матч                        |
| 28    | Сочи             | 16 февраля 2019  | Бельгия    | 64 - 7  | 15      | Кубок европейских наций по регби |
| 29    | Ботошани         | 9 марта 2019     | Румыния    | 22 - 20 | 14      | Кубок европейских наций по регби |

### Профили
- Профиль (англ.). ESPN. Дата обращения: 9 марта 2020.
- Артемьев, Василий Григорьевич на сайте Мировой серии по регби-7 среди мужчин  (англ.)

### Интервью
- Акция: Василий Артемьев (Регбист) (рус.)
- Российские регбисты на мировой арене. Заключительная часть (рус.)
- Василий Артемьев — недорогой, универсальный регбист (рус.)
- Открытое письмо усатого капитана: как стать своим в Ирландии, вернуться в Россию и продвигать тут любимый спорт
- Антон Хализов. Из Зеленограда через Ленстер в Красноярск. Пункты назначения Василия Артемьева // Rugby. — 2019. — № 02 (04). — С. 6—19.
- Интервью для журнала CRIT.ERIUM